# John Phillips (ruimtevaarder)
John Lynch Phillips (Fort Belvoir, 15 april 1951) is een voormalig Amerikaans ruimtevaarder. Phillips zijn eerste ruimtevlucht was STS-100 met de spaceshuttle Endeavour en vond plaats op 19 april 2001. De missie bracht bemanningsleden naar het Internationaal ruimtestation ISS om te helpen met het installeren van de robotarm Canadarm2.
Phillips maakte deel uit van NASA Astronaut Group 16. Deze groep van 44 ruimtevaarders begon hun training in 1996 en had als bijnaam The Sardines.
In totaal heeft Phillips drie ruimtevluchten op zijn naam staan, waaronder meerdere missies naar het Internationaal ruimtestation ISS. Tijdens zijn missies maakte hij één ruimtewandeling. In 2011 verliet hij NASA en ging hij als astronaut met pensioen.